# Sigurd Vestad
Sigurd Vestad, född den 31 juli 1907 i Trysil och död den 17 januari 2001 i Trysil, var en norsk längdåkare som tävlade under 1930- och 40-talen. Han deltog i olympiska spelen 1932 i Lake Placid på 50 km och kom på femte plats.